# Pelargonium nelsonii
Pelargonium nelsonii är en näveväxtart som beskrevs av Burtt Davy. Pelargonium nelsonii ingår i släktet pelargoner, och familjen näveväxter. Inga underarter finns listade i Catalogue of Life.